# Narciso (stucco)
Il Narciso è uno stucco proveniente da Villa Petraro, rinvenuto durante gli scavi archeologici dell'antica città di Stabiae, l'odierna Castellammare di Stabia e conservato all'interno del Museo archeologico di Stabia Libero D'Orsi.

## Storia e descrizione
Lo stucco risale al 79: la data è pressoché certa poiché fu ritrovato in un ambiente, la parete ovest del frigidarium, ancora in fase in completamento al momento dell'eruzione del Vesuvio; l'opera fu quindi rinvenuta durante l'esplorazione di Villa Petraro tra il 1957 e il 1958 ad opera di Libero D'Orsi ed in seguito staccata per essere preservato all'interno dell'Antiquarium stabiano e poi al Museo archeologico di Stabia Libero D'Orsi.
Trovandosi in un ambiente termale, è chiaro il riferimento alle acque: in puro stile neroniano, l'opera era posta in una parete delimitata da due lesene e il quadretto è racchiuso in un cornice a listelli decorata con ovali; al centro è raffigurato Narciso, seduto su di una roccia a cui si poggia tramite la mano sinistra, mentre con la destra stringe il mantello che gli copre parte delle spalle: il capo è cinto da una corona di foglie mentre i capelli sono lunghi e mossi ed il suo sguardo cade verso uno specchio d'acqua sottostante nel quale si riflette il suo viso. La composizione termina con un erote sul lato destro, che tiene tra le mani una fiaccola, una colonna sul lato sinistro ed un albero, di cui si notano principalmente i rami anziché il fusto, sullo sfondo.